# الکساندر تارخانوف
الکساندر تارخانوف (روسی: Александр Фёдорович Тарханов؛ زادهٔ ۶ سپتامبر ۱۹۵۴) بازیکن فوتبال اهل اتحاد جماهیر شوروی سوسیالیستی است.
از باشگاه‌هایی که در آن بازی کرده‌است می‌توان به باشگاه فوتبال زسکا مسکو، باشگاه فوتبال ینی‌سئی کراسنویارسک، باشگاه فوتبال زسکا روستوف-نا-دونو، و باشگاه فوتبال زسکا خاباروفسک اشاره کرد.
وی همچنین در تیم ملی فوتبال شوروی بازی کرده‌است.